# Кротафіт
Кротафіт (Crotaphytus) — типовий рід ящірок з родини Кротафітові інфраряду Ігуаноподібних. Інша назва «леопардова ящірка».

## Таксономія
Має 9 видів. Інші назви «комірцеві ящірки» та «нашийникові ящірки».

## Опис
Загальна довжина сягає 35 см. Спостерігається статевий диморфізм — самці більше за самиць. 
Особливістю цього роду є забарвлення шкіри. Загальний фон сіруватий, жовтуватий, оливковий з поперечними смугами червоного, жовтого або помаранчевого кольору. Вдовж шиї також тягнеться яскрава смуга, яка нагадує нашийник або комір. Звідси й деякі назви цього роду. Спина вкрита дрібними та численними світлими цяточками та крапочками. Голова витягнута, тулуб стиснутий з боків. Кінцівки добре розвинуті, задні більші за передні з довгими пальцями.

## Спосіб життя
Полюбляють кам'янисті пустелі. Активні вдень. Ховаються серед каміння. харчуються комахами та безхребетними.
Це яйцекладні ящірки. Самиці відкладають до 10 яєць.

## Розповсюдження
Мешкають на південному заході США та на півночі Мексики.

## Види
- Crotaphytus antiquus
- Crotaphytus bisinctores
- Crotaphytus collaris
- Crotaphytus grismeri
- Crotaphytus insularis
- Crotaphytus nebrius
- Crotaphytus reticulatus
- Crotaphytus vestigium
- Crotaphytus dickersonae